# Sandra Koltai
Sandra Koltai (* 29. Oktober 1982 in München) ist eine deutsche Schauspielerin und Moderatorin.

## Leben
Ihre Schulzeit verbrachte Koltai auf dem Privatgymnasium Derksen in München-Großhadern. In der ARD-Serie Marienhof war sie vom 10. August 2006 bis zum Serienende am 15. Juni 2011 in der Rolle der Antonia „Toni“ Maldini zu sehen, die sie von Nina Louise Buttkereit übernommen hatte. Vom 23. bis 25. Oktober 2012 trat Koltai in den Folgen 4168–4170 der Daily-Soap Verbotene Liebe auf, in denen sie in Erinnerungen der Hauptrolle Charlotte „Charlie“ Schneider deren jüngeres Ich darstellte.
Weitere Engagements hatte sie in den Filmen Jeder trägt des anderen Last und Mord im Schlafzimmer sowie der Serie Schulmädchen. In Bühnenrollen wirkte sie am Theater Max II (München) in der Komödie Swing Sisters und am Metropoltheater in dem Märchen Blaubart mit.
Im November und Dezember 2013 spielte sie in der Sitcom Bully macht Buddy Nina, die Freundin von Michael "Bully" Herbig.
Im September und Oktober 2020 moderierte sie zusammen mit Alexander Onken die Oktoberfest-Sendung Wir sind Wiesn auf münchen.tv.
Privat war Koltai mit Hendrik Borgmann, ihrem Filmpartner aus Marienhof, liiert. 2011 zählten beide gemeinsam zu den Nominierten für den German Soap Award in der Kategorie „Bestes Liebespaar“.
Seit Dezember 2012 ist sie mit dem ehemaligen Fußball-Profi Stefan Buck verheiratet.

## Filmografie
- 2005: Schulmädchen (Fernsehserie, 1 Folge)
- 2005: Storm Hunters (Kurzfilm)
- 2006: Wo ist Freddy? (Kurzfilm)
- 2006–2011: Marienhof (Fernsehserie, 200 Folgen)
- 2008: Forsthaus Falkenau (Fernsehserie, 1 Folge)
- 2008: Pizza und Marmelade
- 2011: Mord in bester Gesellschaft (Fernsehserie, 1 Folge)
- 2012: SOKO München (Fernsehserie, 1 Folge)
- 2012: Der Alte (Fernsehserie, 1 Folge)
- 2012: Verbotene Liebe (Fernsehserie, 3 Folgen)
- 2012–2019: Aktenzeichen XY... ungelöst!
- 2013: Bully macht Buddy (Fernsehserie, 6 Folgen)
- 2014: Der kleine Unterschied
- 2015: Für eine Nacht … und immer? (Fernsehfilm)